# Enzelsberg (Niedermurach)

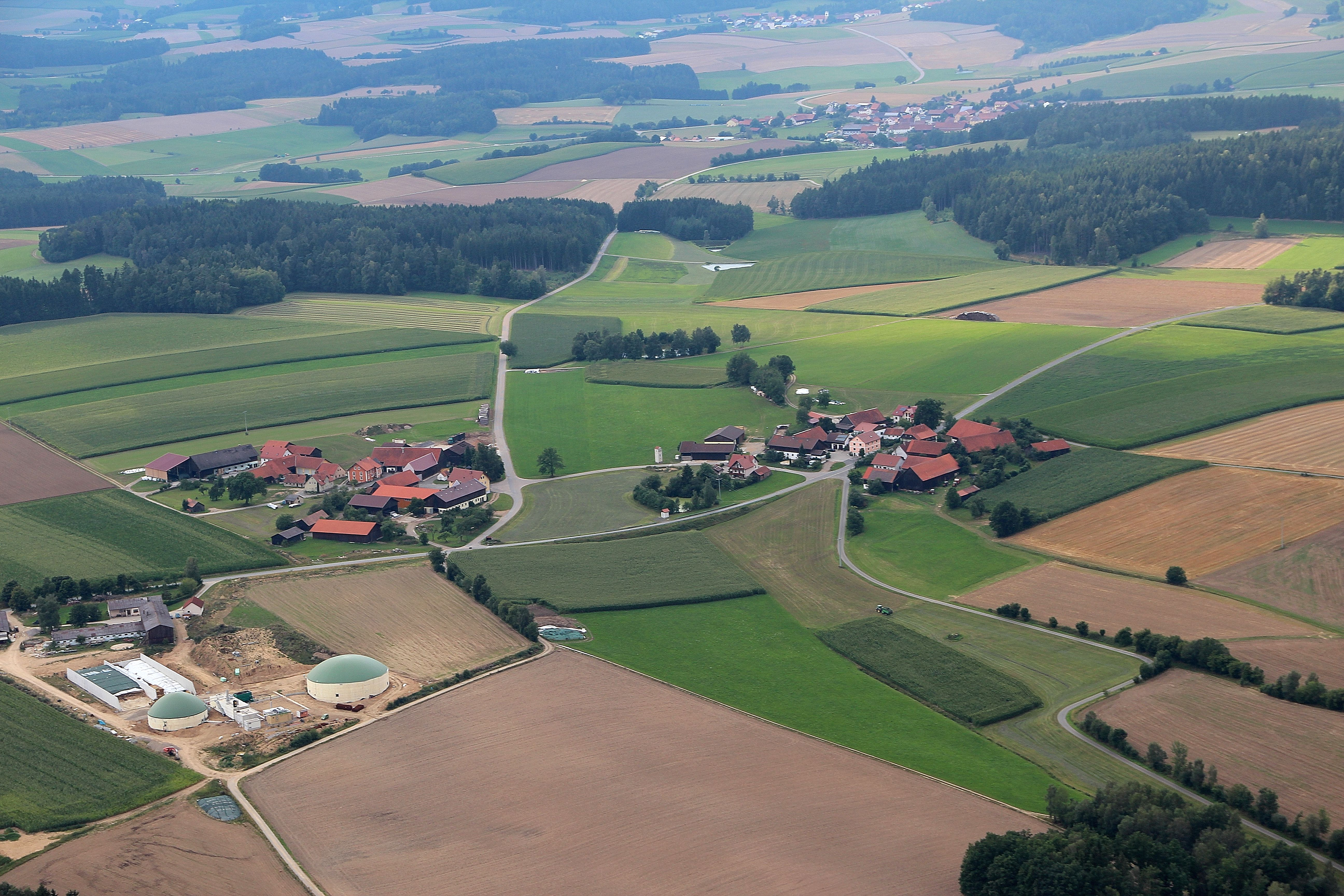
Enzelsberg (2012)

Enzelsberg ist ein Ortsteil der Gemeinde Niedermurach im Oberpfälzer Landkreis Schwandorf in Bayern.

## Geographische Lage
Enzelsberg liegt ungefähr 3 km nördlich der Staatsstraße 2159 und 3,5 km westlich von Niedermurach.

## Geschichte
Enzelsberg (als Entzensperge) wurde 1285 im Herzogsurbar als Besitz von Herzog Ludwig II. von Oberbayern erstmals schriftlich erwähnt. In einem Pfarreienverzeichnis aus den Jahren 1421 bis 1446 wurde Enzelsberg als Pfarrei aufgeführt.
Enzelsberg wurde in den Musterungsprotokollen von 1587 schriftlich erwähnt.
Zum Stichtag 23. März 1913 (Osterfest) war Enzelsberg Teil der Pfarrei Niedermurach und hatte 11 Häuser und 83 Einwohner.
Am 12. Januar 1946 wurde die Gemeinde Rottendorf aufgelöst und Enzelsberg wurde nach Niedermurach eingemeindet.
Die Bevölkerung von Enzelsberg war gegen diese Eingemeindung.
Einige Jahre später wurde die Eingemeindung rückgängig gemacht und der ursprüngliche Zustand wieder hergestellt.
Enzelsberg bildete 1969 zusammen mit
Rottendorf, Holmbrunn, Ödhöfling, Reichertsmühle, Schlotthof und Voggendorf
die Gemeinde Rottendorf mit insgesamt 268 Einwohnern und 1167,25 ha Fläche.
In den 1960er- und 1970er-Jahren wurde in der Gemeinde Rottendorf, wie auch in vielen anderen Gemeinden der Oberpfalz, durch die Flurbereinigung das natürliche Gleichgewicht gestört. Der Landschaft, der Pflanzen- und Tierwelt wurden durch das Abholzen der Feldgehölze,
durch den Einsatz chemischer Unkraut- und Ungezieferbekämpfungsmittel, durch die Vernichtung der mosaikartig zusammengesetzten Landschaft
aus Tümpeln, Teichen, Ödland, Feldgehölzen und Feldrainen nicht mehr gutzumachende Schäden zugefügt.
Am 31. Dezember 1990 hatte Enzelsberg 48 Einwohner und gehörte zur Pfarrei Niedermurach.

## Kultur und Sehenswürdigkeiten
Vom in nordöstlicher Richtung 2 km entfernten Rottendorf kommt der Fränkische Jakobsweg, der mit einer weißen Muschel auf hellblauem Grund markiert ist. Nächste Station am Fränkischen Jakobsweg ist das 3 km westlich von Enzelsberg liegende Oberkatzbach.